# 8579 Хієйдзан
8579 Хієйдзан (8579 Hieizan) — астероїд головного поясу, відкритий 11 грудня 1996 року.
Тіссеранів параметр щодо Юпітера — 3,452.